# Floresta temperada

Áreas do globo com o bioma de florestas temperadas de latifoliadas e mistas, de acordo com o WWF.

Uma floresta temperada é uma floresta encontrada entre as regiões tropicais e boreais, localizada na zona temperada. É o segundo maior bioma terrestre, cobrindo 25% da área florestal mundial, ficando atrás apenas da floresta boreal, que cobre cerca de 33%. Essas florestas estão presentes em ambos os hemisférios, em latitudes que variam de 25 a 50 graus, circundando o planeta em uma faixa semelhante à da floresta boreal. Devido à sua grande extensão, abrangendo vários continentes, existem vários tipos principais: decídua, conífera, mista, e floresta pluvial.

## Clima
O clima de uma floresta temperada é altamente variável dependendo da localização da floresta. Por exemplo, Los Angeles e Vancouver, no Canadá, são ambas consideradas localizadas em uma zona temperada, no entanto, Vancouver está localizada em uma floresta pluvial temperada, enquanto Los Angeles tem um clima subtropical relativamente seco.

## Tipos de florestas temperadas

### Decídua
São encontradas na Europa, Leste da Ásia, América do Norte e em algumas partes da América do Sul. As florestas decíduas são compostas principalmente por árvores de folha larga, como o bordo e o carvalho, que perdem todas as suas folhas durante uma estação. Elas são tipicamente encontradas em três regiões de latitudes médias com climas temperados caracterizados por uma estação de inverno e precipitação durante todo o ano: leste da América do Norte, oeste da Eurásia e nordeste da Ásia.

### Conífera
As florestas de coníferas são compostas por árvores perenes de folhas em forma de agulha, como o pinheiro ou o abeto. Florestas perenes são tipicamente encontradas em regiões com climas moderados. As florestas boreais, no entanto, são uma exceção, pois são encontradas em regiões subárticas. As árvores coníferas muitas vezes têm vantagem sobre as árvores de folhas largas em ambientes mais rigorosos. Suas folhas são tipicamente mais resistentes e duradouras, mas requerem mais energia para crescer.

### Mista
Como o nome sugere, coníferas e árvores de folha larga crescem na mesma área. As principais árvores encontradas nessas florestas na América do Norte e Eurásia incluem abeto, carvalho, freixo, bordo, bétula, faia, choupo, olmo e pinheiro. Outras espécies de plantas podem incluir magnólia, prunus, azevinho e rododendro. Na América do Sul, predominam espécies de coníferas e carvalho. Na Austrália, os eucaliptos são as árvores predominantes. Árvores perenes de madeira dura amplamente espaçadas encontradas na região mediterrânea são oliveira, sobreiro, carvalho e pinheiro manso.

### Floresta temperada pluvial
As florestas temperadas pluviais são as mais úmidas de todos os tipos, e são encontradas apenas em áreas costeiras muito úmidas. Para aumentar sua raridade, a maioria das florestas temperadas pluviais fora das áreas protegidas foi derrubada e não existe mais. No entanto, as florestas temperadas pluviais ainda podem ser encontradas em algumas áreas, incluindo as Florestas temperadas do Noroeste do Pacífico, sul do Chile, norte da Turquia (junto com algumas regiões da Bulgária e Geórgia), a maior parte do Japão, entre outras.

## Efeito da atividade humana
As florestas temperadas estão localizadas em latitudes médias onde está grande parte da população do planeta. Não só essas florestas foram derrubadas para construir cidades (por exemplo, Nova York, Seattle, Londres, Tóquio, Paris), mas também foram "derrubadas há muito tempo para dar lugar à agricultura." Este bioma tem sido sujeito a mineração, extração de madeira, caça, poluição, desmatamento e perda de habitat.